# Ertsspoorlijn
Een Ertsspoorlijn is een spoorlijn die speciaal voor het winnen en transporteren van ijzer- of ander erts is aangelegd. 
Bekende ertslijnen zijn:
- Malmbanan, een spoorlijn tussen het Zweedse Luleå en het Noorse Narvik
- Erzbahn, een voormalige Duitse spoorlijn tussen de hoogovens in Gelsenkirchen en de Bochumer Vereins in Bochum
- Perm-Bahn, een voormalige Duitse spoorlijn tussen Hasbergen en Velpe
- Erzbergbahn, een Oostenrijkse spoorlijn tussen Leoben Hbf en Hieflau
- private spoorlijnen in West-Australië van de Fortescue Metals Group, Rio Tinto Group en BHP Billiton